# Uwe Rahn
Uwe Rahn (n. Mannheim, 21 de mayo de 1962) es un exjugador de fútbol profesional alemán que jugaba en la demarcación de mediapunta.

## Biografía
Se empezó a formar como futbolista en 1975 con el SV Waldhof Mannheim. Tras cinco años en el club se fue traspasado al Borussia Mönchengladbach. Jugó durante ocho años en el club, llegando a marcar 112 goles en 282 partidos jugados. Además fue el máximo goleador de la Bundesliga en la temporada 1986/87. Ya en 1988 el FC Colonia le fichó para las dos temporadas siguientes. También jugó para el Hertha Berlín, Fortuna Düsseldorf, Eintracht Frankfurt y para el Urawa Red Diamonds japonés, club donde se retiró como futbolista profesional en 1994 a los 32 años de edad.

## Selección nacional
Uwe Rahn jugó un total de 19 partidos con la selección de fútbol de Alemania Occidental. Jugó durante 14 partidos y marcó cinco goles. Además jugó otros cinco partidos para la selección en los Juegos Olímpicos de Los Ángeles 1984. Además también fue convocado por la selección para jugar en la Copa Mundial de Fútbol de 1986.

## Clubes
| Club                     | País                | Año       | Partidos | Goles |
| ------------------------ | ------------------- | --------- | -------- | ----- |
| Borussia Mönchengladbach | Alemania Occidental | 1980-1988 | 282      | 112   |
| FC Colonia               | Alemania Occidental | 1988-1990 | 43       | 13    |
| Hertha Berlín            | Alemania            | 1990-1991 | 21       | 5     |
| Fortuna Düsseldorf       | Alemania            | 1991-1992 | 15       | 5     |
| Eintracht Frankfurt      | Alemania            | 1992-1993 | 15       | 4     |
| Urawa Red Diamonds       | Japón               | 1993-1994 | 7        | 1     |